# クロード・メナール
クロード・メナール（Claude Charles Ménard、1906年11月14日 - 1980年9月2日）は、フランスの陸上競技選手である。彼は、1928年に開催されたアムステルダムオリンピックの走高跳で銅メダルを獲得した。

## 経歴
アムステルダムオリンピックの走高跳競技には35人の選手が参加して、7月29日に予選と決勝が実施された。予選で1メートル83センチを跳んだ18人が決勝へ挑むことになり、アメリカ代表のロバート・キングが1メートル94センチの跳躍に成功して金メダルを獲得した。
2位に当たる1メートル91センチの跳躍に成功していたのは、メナール、アメリカ代表で前回のパリオリンピックで走高跳と十種競技の2冠に輝いた経験のあるハロルド・オズボーン、同じくアメリカ代表のベンジャミン・ヘッジス、フィリピン代表のシメオン・トリビオの4人だった。順位決定戦の結果、ヘッジスが銀メダリストになり、メナールは銅メダルを獲得することになった。 
1932年ロサンゼルスオリンピックでも走高跳に出場したが、1メートル85センチの記録しか出せず参加14選手中9位タイに終わっている。